# Alone in the Dark (videojuego)
Alone in the Dark es un videojuego desarrollado por Infogrames en 1992 para PC. Fue precursor del género terror y supervivencia junto al videojuego Sweet Home desarrollado por Capcom en 1989, y cuyos mayores exponentes en un futuro serían Resident Evil de Capcom y Silent Hill de Konami.
Alone in the Dark cuenta con gráficos 3D poligonales para todos los objetos en pantalla que poseen movimiento, los cuales se desplazan sobre fondos prerrenderizados en 2D; el resultado es una calidad gráfica muy elevada para la época. Para acelerar el juego podía omitirse la texturización de las superficies.

## Argumento
Luisiana, 1924. Jeremy Hartwood, un conocido artista y propietario de la mansión de Luisiana Derceto (que lleva el nombre de la deidad siria), se suicida ahorcándose. Se rumorea que la casa, llamada Derceto, está habitada por una terrible fuerza maligna, pues todos sus dueños han muerto en circunstancias anormales. El caso es rápidamente archivado por la policía y olvidado por el público. 
En ese momento el jugador asume dos posibles papeles, o bien Edward Carnby, un investigador privado que recibe un encargo de un vendedor de antigüedades, el cual le envía a la mansión en busca de un piano ubicado en el desván, o bien Emily Hartwood, la sobrina del fallecido Jeremy, quien también acude a la mansión en búsqueda del piano porque cree que contiene una nota en la que Jeremy explica su suicidio. Tras la elección, el desarrollo del juego es idéntico tanto con uno como con otro personaje. 
Tras una introducción no interactiva en la que observamos al coche que transporta al protagonista mientras llega a la mansión, el personaje escogido saldrá del vehículo y se adentrará en Derceto mientras una presencia le observa desde la ventana de un piso superior.
Al entrar en la casa, las puertas se cierran misteriosamente detrás del personaje del jugador. Él o ella continúa hasta el ático en búsqueda del piano, momento en el cual el jugador tomará por primera vez el control del personaje. 
Inicialmente todo está en calma, pero no tardarán en aparecer los primeros monstruos. Tras el primer ataque el personaje del jugador tratará de escapar bajando hacia la entrada principal, pero se encontrará las puertas bloqueadas misteriosamente. Para tratar de escapar, el jugador se verá obligado a investigar todos los rincones de la mansión mientras se enfrenta a varias criaturas y peligros.
Durante su búsqueda el personaje que escojamos se encontrará diversos documentos por toda la casa que indican que Derceto fue construido por un pirata ocultista llamado Ezechiel Pregzt, y que debajo de la casa hay cavernas que se utilizaron para rituales oscuros destinados a aumentar la fortuna de Pregzt y a prolongar su vida de forma antinatural. El jugador también descubre que durante la Guerra Civil Americana Pregzt recibió un disparo y la mansión fue incendiada por soldados de la Unión. 
Sin embargo debido a los ritos allí acontecidos, el espíritu de Pregzt pervivió, y su cadáver fue colocado por sus sirvientes en un viejo árbol en las cavernas bajo Derceto donde el espíritu se preservó en un árbol misterioso. Posteriormente el jugador descubrirá que en realidad Jeremy Hartwood se suicidó para evitar que su cuerpo fuera usado como anfitrión para Pregzt; Así que Pregzt ahora se centra en el personaje del jugador para tratar de poseerlo. 
Si el personaje del jugador está incapacitado, su cuerpo es posteriormente arrastrado a un área de sacrificio y poseído por Pregzt, con lo que el juego finaliza con una imagen de horrores sobrenaturales desatados de la casa al mundo en general.
Según avanzamos en la historia, el protagonista encuentra un pasaje hacia las cavernas subterráneas en el estudio de Hartwood que le llevará hacia el árbol donde reside Pregzt. Si en el momento oportuno el personaje del jugador arroja una linterna hacia el árbol éste se incendiará y Pregzt será consumido por las llamas.
Durante ese proceso de purificación la caverna se derrumbará por lo que el jugador deberá escapar rápidamente. Como resultado final, el mal habrá desaparecido y la casa se habrá limpiado de criaturas sobrenaturales así como de otros efectos causados por su maligna influencia, pudiendo ser explorada de forma segura (a excepción de los peligros físicos, como caer en la muerte a través de abismos o tablas del piso podridas, y dos libros mágicos en la biblioteca que siguen siendo letales para leer sin ciertas precauciones). Finalmente, el jugador podrá abrir las puertas de la mansión y escapar al exterior.
La atmósfera del juego está densamente cargada de temas y personajes inspirados en la obra de H. P. Lovecraft y Edgar Allan Poe.

## Acerca del juego
El jugador debe explorar la mansión para encontrar una salida, mientras se enfrenta a enemigos sobrenaturales como zombis, extrañas criaturas parecidas a un cruce entre un perro y un ave, fantasmas, así como otros monstruos aún más extravagantes. Sin embargo, las luchas tienen un papel muy limitado en el desarrollo de la historia. Por ejemplo, el número total de zombis que hay en todo el juego no llega a los diez, y muchos monstruos deben ser derrotados haciendo uso de la astucia, evitando métodos violentos o enfrentamientos directos.
De hecho, Alone in the Dark basa su experiencia de juego principalmente en la exploración de la mansión, en la resolución de enigmas y en la búsqueda de pistas que permitan avanzar en la historia. Además, es un juego poco lineal en comparación con sus secuelas, lo que significa que el jugador goza de cierta libertad para descubrir e investigar.
Según exploramos, el jugador alcanza una mejor comprensión del argumento gracias a la gran cantidad de libros y documentos que se pueden encontrar a lo largo de la aventura. Los tomos de ocultismo que hay en la biblioteca de la mansión incluyen el Necronomicón y el De Vermis Mysteriis, extraídos directamente de los mitos de Cthulhu de H.P. Lovecraft. De hecho, entre los monstruos que habitan en la mansión se distinguen criaturas como profundos, guardianes nocturnos y un chthoniano.
Creado por Infogrames y lanzado para PC en 1992, Krisalis Software realizó una versión para 3DO en 1994.

## Curiosidades
- De la lectura de uno de los libros que se pueden encontrar a lo largo del juego, Historia de una plantación en Luisiana, es posible inferir que Jeremy Hartwood era hijo único. Es más, en las versiones francesa, alemana e italiana de Alone in the Dark, el libro dice explícitamente que Jeremy era el hijo único de su padre, Howard Hartwood. Ahora bien, esto no concuerda con el hecho de que Emily Hartwood sea sobrina de Jeremy, pues quien es hijo único no puede tener sobrinos (y no se menciona que Howard tuviera hijos adoptivos). Una posible explicación sería que Emily era en realidad sobrina política de Jeremy, es decir, sobrina por parte de su esposa (aunque se desconoce si estuvo casado).
- En una habitación de la mansión hay una fotografía en color de Jeremy Hartwood y su sobrina, lo cual resulta curioso, ya que la historia se desarrolla en los años 1920, muchos años antes de que se popularizara la fotografía en color. Si bien este detalle se podría justificar argumentando que en realidad no es una fotografía en color sino una fotografía en blanco y negro que fue coloreada posteriormente para darle mayor realismo tal como se hacía en la época.
- También es posible encontrar dos libros que narran la historia de un tal Lord Boleskine. Infogrames retomaría posteriormente este personaje, basado en la obra de H.P. Lovecraft, en el videojuego Shadow of the Comet.
- El apellido de uno de los protagonistas del juego, Edward Carnby, es una clara referencia a John Carnby, un personaje del relato El retorno del hechicero de Clark Ashton Smith.
- En la galería de cuadros de Derceto hay un cuadro que muestra una de las escenas finales del juego.
- En los créditos aparece el nombre de H. P. Lovecraft, una clara referencia a uno de los autores que inspiraron a los creadores del juego
- Alone in the Dark tuvo un presupuesto de 400.000 dólares y en fecha del año 2000 había vendido más de 2,5 millones de copias.
- En un principio, el juego iba a llamarse In the Dark.
- La mansión está inspirada en la casa de The Fall of the House of Usher, una historia corta de Poe. Derceto lleva este nombre en referencia a Dagón, ambos dioses mitológicos mitad pez y mitad humano que en la antigüedad solían confundirse, y el segundo es un personaje recurrente en la obra Lovecraftiana.

## Equipo de desarrollo
- Realización y dirección: Frédérick Raynal
- Programación: Frédérick Raynal, Franck De Girolami
- Gráficos: Yaël Barroz, Jean-Marc Torroella
- Modelado 3D y animación: Didier Chanfray
- Guion: Hubert Chardot, Franck Manzetti
- Música y sonido: Philippe Vachey
- Producción: Olivier Robin, Veronique Salmeron
- Productor: Bruno Bonnell

## Secuelas
- Alone in the Dark 2
- Alone in the Dark 3
- Alone in the Dark: The New Nightmare
- Alone in the Dark, lanzado para consolas de sexta y séptima generación en 2008
- Alone in the Dark: Illumination 2015
- Alone In The Dark

Cinematográficamente, se realizaron los filmes Alone in the Dark, protagonizado por Christian Slater y Tara Reid, basado en el videojuego, y Alone in the Dark II (2008). Ambas películas están dirigidas por Uwe Boll.